# Adieu Paris (film, 2021)
Pour les articles homonymes, voir Adieu Paris (homonymie).
Pour plus de détails, voir Fiche technique et Distribution.
Adieu Paris est un film français réalisé par Édouard Baer et sorti en 2021.
Il est dédié à Jean-François Stévenin — qui incarne le personnage de Jeff —, mort avant la sortie du film.

## Synopsis
Une bande d'amis d'un certain âge, grandes figures du microcosme artistique parisien, gravite dans les restaurants chics de la capitale française et se réunit tous les ans dans l'un des plus célèbres d'entre eux — la Closerie des Lilas —, histoire de ne pas se perdre de vue : un écrivain, un sculpteur, un chanteur, un philosophe, un directeur de théâtre, un acteur... 
Dans ce rituel qui remonte à des décennies, ces anciens « rois de Paris » au sens de l'humour et de l'autodérision intacts, qui s'aiment et se détestent, à la fois pathétiques et irrésistibles, verront se succéder le temps d'une réplique, d'un plan ou d'une chanson, la jalousie à l'admiration, la cruauté à l'affection, la mesquinerie à la grandeur d'âme.
Le temps d'un repas, avec son ironie mordante, le film aborde le thème de l'amitié, qui vieillit comme les corps, et fait de ces retrouvailles, aussi, des adieux.

## Fiche technique
- Titre : Adieu Paris
- Réalisation : Édouard Baer
- Scénario : Édouard Baer et Marcia Romano
- Photographie : Alexis Kavyrchine
- Décors : Emmanuel de Chauvigny
- Costumes : Caroline Spieth
- Montage : Fabrice Rouaud
- Musique : Gérard Daguerre
- Son : Olivier Mauvezin, Jules Laurin, Mathieu Gasnier, Stéphane Thiébaut
- Sociétés de production : Artémis Productions - Cinéfrance Studios - Les Productions en cabine
- Société de distribution : Le Pacte
- Budget : ~ 1,5 million (prévisionnel)[4]
- Pays de production :  France
- Langue originale : français
- Format : couleur — 1,85:1 — son 5.1
- Genre : comédie
- Durée : 96 minutes
- Dates de sortie :
  - France : 10 octobre 2021 (Festival Lumière, Lyon)[5],[6],[7] ; 26 janvier 2022 (sortie nationale)
  - Belgique : 26 janvier 2022

## Distribution
- Pierre Arditi : Jacques
- Benoît Poelvoorde : Benoît
- François Damiens : Louki
- Bernard Le Coq : Enzo
- Bernard Murat : Pierre-Henry
- Isabelle Nanty : Isabelle
- Léa Drucker : l'auxiliaire de vie d'Alain
- Gérard Depardieu : Michael
- Ludivine Sagnier : fille de Michael
- Daniel Prévost : Bertrand
- Jean-François Stévenin : Jeff
- Jackie Berroyer : Alain
- Yoshi Oida : Yoshi
- Gérard Daguerre : le pianiste
- Édouard Baer : Édouard
- Sigrid Bouaziz : la serveuse
- Christophe Meynet : le barman

## Production
Le tournage a eu lieu dans le bar-restaurant La Closerie des Lilas la semaine du 28 septembre 2020 et la semaine du 16 novembre,.

## Accueil

### Critique
Le site Allociné donne une moyenne de 3,1/5, après avoir recensé 23 critiques.

### Box-office
Pour sa première semaine au box-office, le film réunit 35 841 spectateurs et spectatrices. Peu distribué (74 cinémas dès la première semaine), le film termine à 104 152 entrées au bout de huit semaines d'exploitation. Le film est un échec financier ne réussisant à engranger que 750 000 € pour un budget prévisionnel de plus du double.